# Vasikkasaari (ö i Finland, Norra Savolax, Varkaus, lat 62,51, long 27,46)
Vasikkasaari är en ö i Finland. Den ligger i sjön Sorsavesi och i kommunen Leppävirta i den ekonomiska regionen  Varkaus ekonomiska region  och landskapet Norra Savolax, i den centrala delen av landet, 290 km nordost om huvudstaden Helsingfors. Öns area är 1,7 hektar och dess största längd är 340 meter i sydöst-nordvästlig riktning.